# Miguel Díaz Negrete
Miguel Díaz Negrete (Palencia, 25 de enero de 1920-Gijón, 10 de diciembre de 2011) fue un arquitecto español con una prolífica obra repartida en toda Asturias, fundamentalmente en la ciudad de Gijón.

## Biografía
Nació en 1920 en la localidad de Palencia, pero, con apenas mes y medio de vida, se trasladó con su familia a la localidad asturiana de Mieres donde su padre, José Avelino Díaz Fernández-Omaña, había logrado una plaza de arquitecto municipal. En 1932, su padre fue nombrado arquitecto municipal de Gijón, por lo que Miguel Díaz Negrete se estableció definitivamente allí. El chalet familiar se ubicará en el barrio de El Bibio.Inició estudios preuniversitarios en la Universidad Central de Madrid en 1935, a pesar del lapsus que supuso la guerra civil española (1936-1939). Finalmente, en 1941 se matricula en la ETSAM y concluye los estudios en junio de 1947.Su primer proyecto, ese mismo año, sería una reforma del palacio de Contrueces, propiedad de los Claretianos del CODEMA.
En 1948 el repentino fallecimiento del arquitecto Manuel del Busto, obliga a su hijo, Juan Manuel, a contactar con Miguel Díaz Negrete para ofrecerle unirse a su estudio. Su ópera prima se daría en 1949 cuando gana, junto a Juan Manuel del Busto González, el concurso nacional para el diseño de la sucursal de Gijón de la Caja de Ahorros de Asturias, que incluyó elementos ornamentales de Joaquín Rubio Camín. En 1962, los dos arquitectos también ganaron el concurso convocado por el Instituto Nacional de Previsión para una residencia sanitaria y un ambulatorio en Orense. Su diseño gustó tanto a los responsables de esta institución que, posteriormente, les adjudicaron otros proyectos similares en Mérida, Villablino, Soria, Palencia y León. Esta colaboración continuaría hasta la muerte de Del Busto, en 1967.
Era un gran aficionado del Real Sporting de Gijón y colaboró, primero, en la remodelación de El Molinón acontecida en 1951 y, posteriormente y de manera altruista, en la construcción de la Escuela de Fútbol de Mareo, culminada en 1978. Gran apasionado del golf, fue miembro fundador del Real Club de Golf de Castiello.
Perteneció también a la comisión gestora que presidió Ramón Gómez Lozana entre noviembre de 1959 y febrero de 1960 y, posteriormente, fue vicepresidente del equipo con Víctor Manuel Felgueroso. Fue, asimismo, uno de los fundadores del Proyecto Hombre y colaboró con la Iglesia católica en la construcción de diversas parroquias de Gijón. Con su diseño del grupo de viviendas conocidas popularmente como las 1500 fue el pionero en la construcción de altura de Gijón que, posteriormente, se desarrolló de manera notable. Participó, además, en rehabilitaciones de edificios emblemáticos de la ciudad como la de La Escalerona de la playa de San Lorenzo llevada a cabo en 2002. Le fue concedida la medalla de oro del Colegio de Arquitectos de Asturias en 1998 al cumplirse cincuenta años del inicio de su actividad. En 2012, el Ayuntamiento de Gijón le otorgaría una calle en el barrio de La Calzada.
Contrajo matrimonio en diciembre de 1947 con Ana María Sanz Moliner, con la que tendrá seis hijos: Ana, Marisol, Miguel, Teresa, Belén y Cristina.Falleció en Gijón, donde había pasado la mayor parte de su vida y de donde se consideraba un ciudadano más, el 10 de diciembre de 2011.

## Estilo y obra

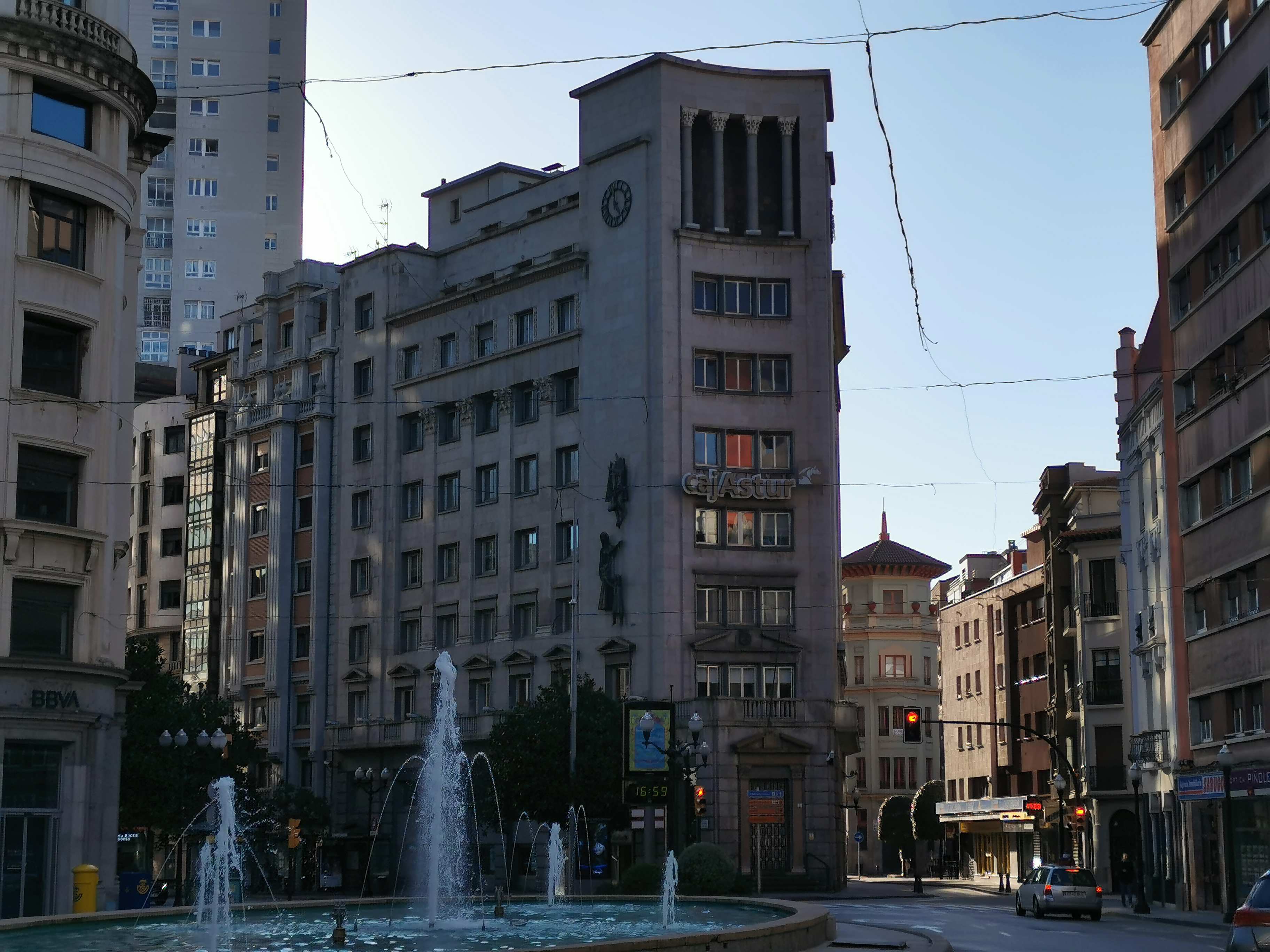
Sede de la Caja de Ahorros de Asturias en Gijón. El proyecto original data de 1949, aunque el definitivo de 1956 y la finalización del edificio se daría en 1961.

La obra de Miguel Díaz Negrete está muy documentada y conservada, gracias, en parte, a su enorme colección personal, que alcanza los 35 metros lineales y fue donada a la Fundación Alvargonzález.
Su trabajo fue enormemente prolífero, debido a las continuas colaboraciones con otros arquitectos, especialmente con Del Busto, su socio durante 20 años.Cabe destacar su relación profesional con el escultor Joaquín Rubio Camín, visible en varias de sus obras.Así mismo, se supo beneficiar del impulso constructivo que significó el Desarrollismo, aunque acabaría calificando ese fenómeno como «arquitectura sin dignidad».
Su estilo está plenamente adscrito al movimiento moderno, siendo uno de sus mayores impulsores en la región.

### Obras en Gijón
Este es un listado incompleto.
- Colegio de la Asunción (1948).
- Quiosco de Los Campos (1950).
- Ampliación del sanatorio de El Carmen (1950).
- Edificio plaza del Seis de Agosto, calle Corrida y Moros (1950).
- Remodelación de El Molinón (1951).
- Remodelación del paseo del Muro (1951).
- Edificio de oficinas en la calle Marqués de San Esteban (1953).
- Ateneo Jovellanos (1953).
- Mercado de San Agustín (1955).
- Viviendas para empleados del Ayuntamiento en la avenida de la Constitución esquina con Manuel Llaneza (1955).
- Edificio de la Caja de Ahorros de Asturias de Gijón en la plaza del Carmen (1956-1961).
- Polígono de Las mil quinientas de Pumarín (1956).
- Ciudad Residencial de Perlora (1956)

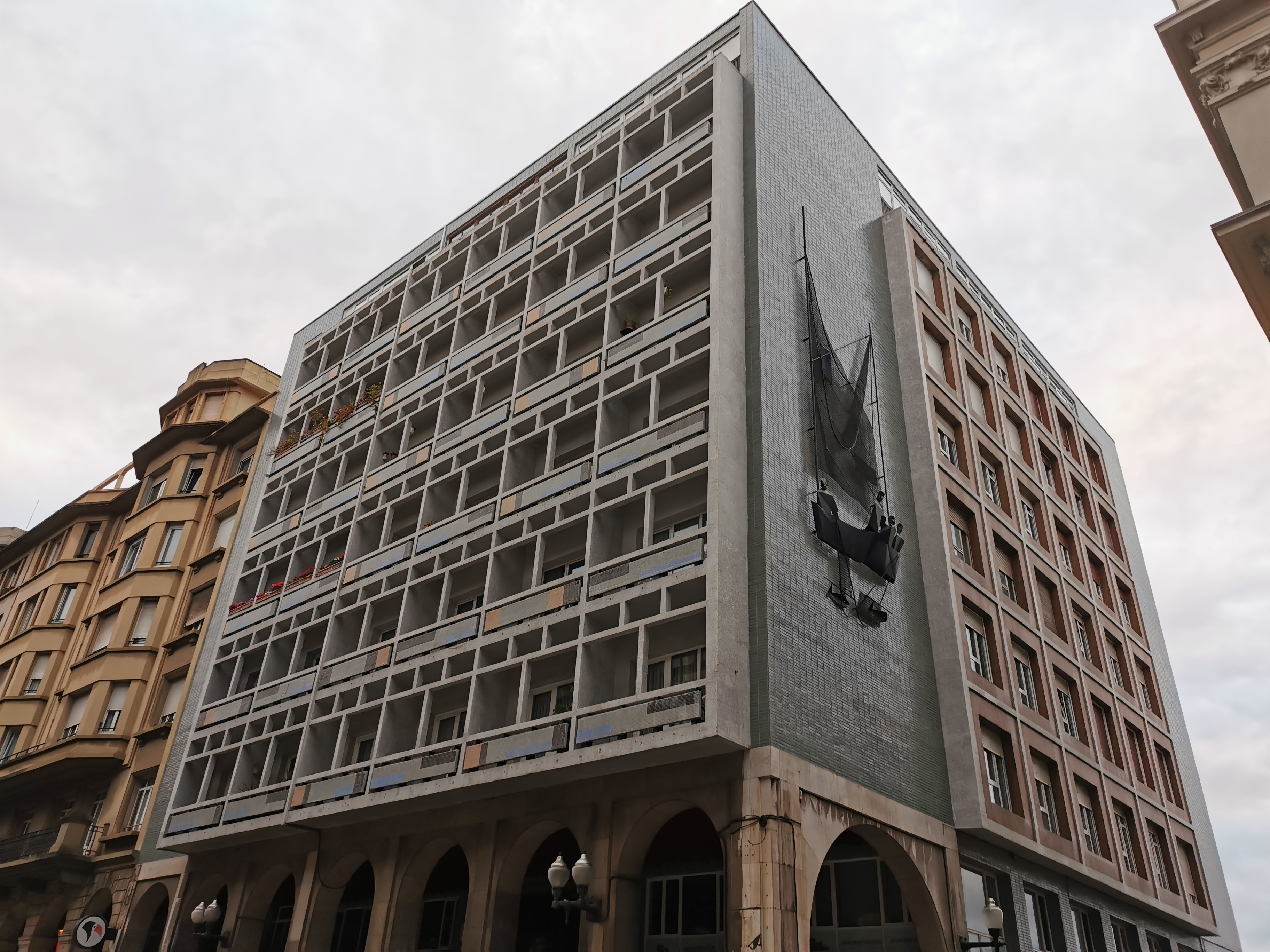
Edificio Garmoré (1957-1960)

- Edificio Garmoré (1957-1960)Edificio Gamoré o La Casa Barco, calle Marqués de San Esteban con calle Zamora (1957-1960).
- Edificio de la Cooperativa de Agentes Comerciales en Los Campos (1957).
- Edificio calle Corrida, 14 (1957).
- Edificio en Doctor Aquilino Hurlé esquina con la calle Manso (1958).
- Empresa Confecciones Ike (1958).
- Grupo Darsa en la calle Brasil (1959).
- Ampliación del Colegio San Vicente de Paúl (1961).
- Cine Pumarín (1962).
- Edificio para Garmoré en la confluencia entre las calles Hurlé, Manso y Urquijo, en La Arena (1962).
- Instituto de Roces (1963).
- Manzana de la plaza del Humedal entre la avenida de Portugal y Magnus Blikstad (1964).
- Residencia Robledo (1964).
- Edificio y pabellón de La Arena (1966).
- Iglesia de San Miguel de Pumarín (1968).
- Colegio de las Ursulinas de Ceares (1968).
- Iglesia de Nuestra Señora de Begoña (1978).

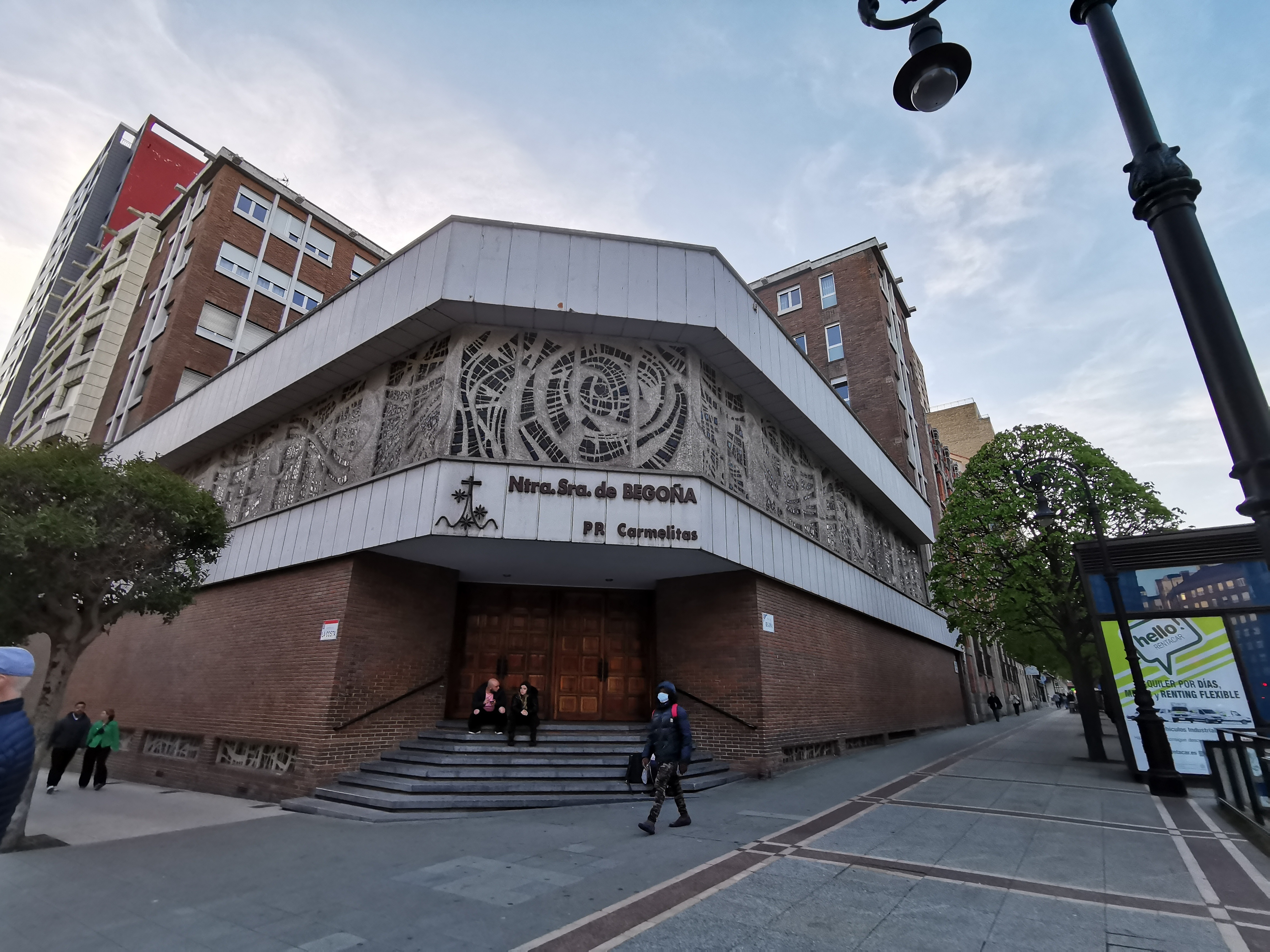
Iglesia de Nuestra Señora de Begoña, Paseo de Begoña, 1978

- Iglesia de Nuestra Señora de Begoña, Paseo de Begoña, 1978Edificio situado en la confluencia entre las calles Corrida, Munuza y Santa Lucía (1977).
- Edificio del Banco Santander en la plaza de San Miguel (1979).
- Edificio Alcázar, en la plaza del Carmen (1980)
- Centro de Día Ocupacional para ASPACE en Castiello de Bernueces (1998-2002)Plaza de San Miguel, 1979

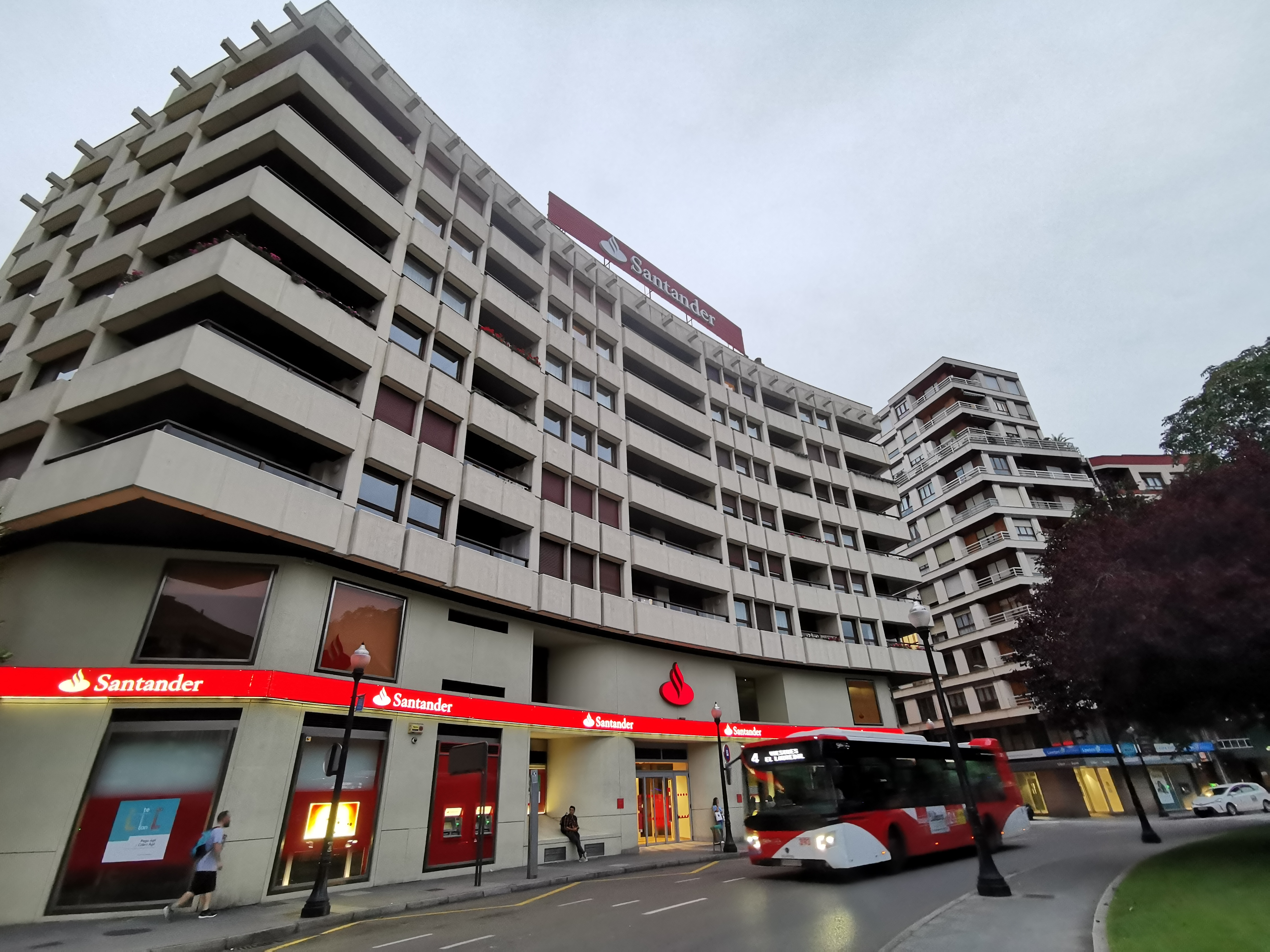
Plaza de San Miguel, 1979

- Rehabilitación de La Escalerona (2002).
- Oficinas de la Feria Internacional de Muestras de Asturias (2002).
- Torres Jovellanos en la avenida de la Constitución (2003).
- Edificio «Las Camelias» en la avenida de Pablo Iglesias, 6 (2006).
- Gimnasio del Colegio de la Asunción (2008).